# 安德里亚·孔帕尼奥
安德里亚·孔帕尼奥（Andrea Compagno，1996年4月22日—），意大利职业足球运动员，司职前锋，效力于南韓K1全北現代汽車。

## 职业生涯

### 早年经历以及圣马力诺
1996年4月22日，出生于西西里岛的巴勒莫，在巴勒莫和卡塔尼亚度过了他的青少年时期。他的职业生涯始于几支意丁联赛球队。
2018年，与三朵花一起迁移到圣马力诺。他在各项赛事的41场比赛中打进37球，并在效力期间赢得了蒂塔诺杯和圣马力诺超级杯。

### 罗马尼亚
2020年夏季，孔帕尼奥加盟了罗马尼亚足球乙级联赛球队克拉约瓦大学1948。在他的首个赛季中，他在22场比赛中积累了7个进球，帮助球队获得联赛冠军并晋升到顶级联赛。
2022年8月29日，以150万欧元外加10%利息的转会费加盟布加勒斯特星。

### 中国
2024年2月19日，孔帕尼奥加盟中超俱乐部天津津门虎。2024年3月10日，在2024赛季中超联赛第二轮与深圳新鹏城的比赛中，孔帕尼奥取得加盟天津津门虎后的首球，最终帮助球队四比零大胜对手。

## 荣誉
三朵花
- 蒂塔诺杯：2018–19（英语：2018–19 Coppa Titano）
- 圣马力诺超级杯：2019–20
- 聖馬力諾足球錦標賽：2019–20

克拉约瓦大学1948	
- 罗马尼亚足球乙级联赛：2020–21（英语：2020–21 Liga II）

个人
- 体育公报（英语：Gazeta Sporturilor）罗马尼亚年度最佳外国球员（英语：Foreign Player of the Year in Romania (Gazeta Sporturilor)）：2022
- 体育公报罗马尼亚月度最佳外国球员（英语：Gazeta Sporturilor Monthly Football Awards)）：August 2022[8]
- 克拉约瓦大学1948（英语：FC U Craiova 1948）年度最佳球员：2020–21, 2021–22
- 圣马力诺足球锦标赛最佳射手：2018–19（英语：2018–19 Campionato Sammarinese di Calcio）

## 相关链接
- 安德里亚·孔帕尼奥在RomanianSoccer.ro和StatisticsFootball.com上的資料